# Oxyopes juvencus
Oxyopes juvencus là một loài nhện trong họ Oxyopidae.
Loài này thuộc chi Oxyopes. Oxyopes juvencus được Embrik Strand miêu tả năm 1907.